# Julio Ruiz (Bailaor y coreógrafo)

Julio Ruiz, retrato por Victoria Gee.

## Introducción
Julio Ruiz (Almería, 1993) es un bailaor y coreógrafo español de flamenco. Titulado en Enseñanzas Profesionales de Baile Flamenco y formado en Danza Española y Danza Contemporánea por el Centro Andaluz de Danza, integra en sus proyectos la escritura, el diseño de imagen y la creación audiovisual a través de su propia compañía.
Desde la herida, entre la luz y la oscuridad, entre la comedia y la tragedia. Creo desde la cuestión y desde las vivencias cotidianas, intentando cristalizar lo cotidiano en, quién sabe, algo extraordinario.

## Biografía y formación

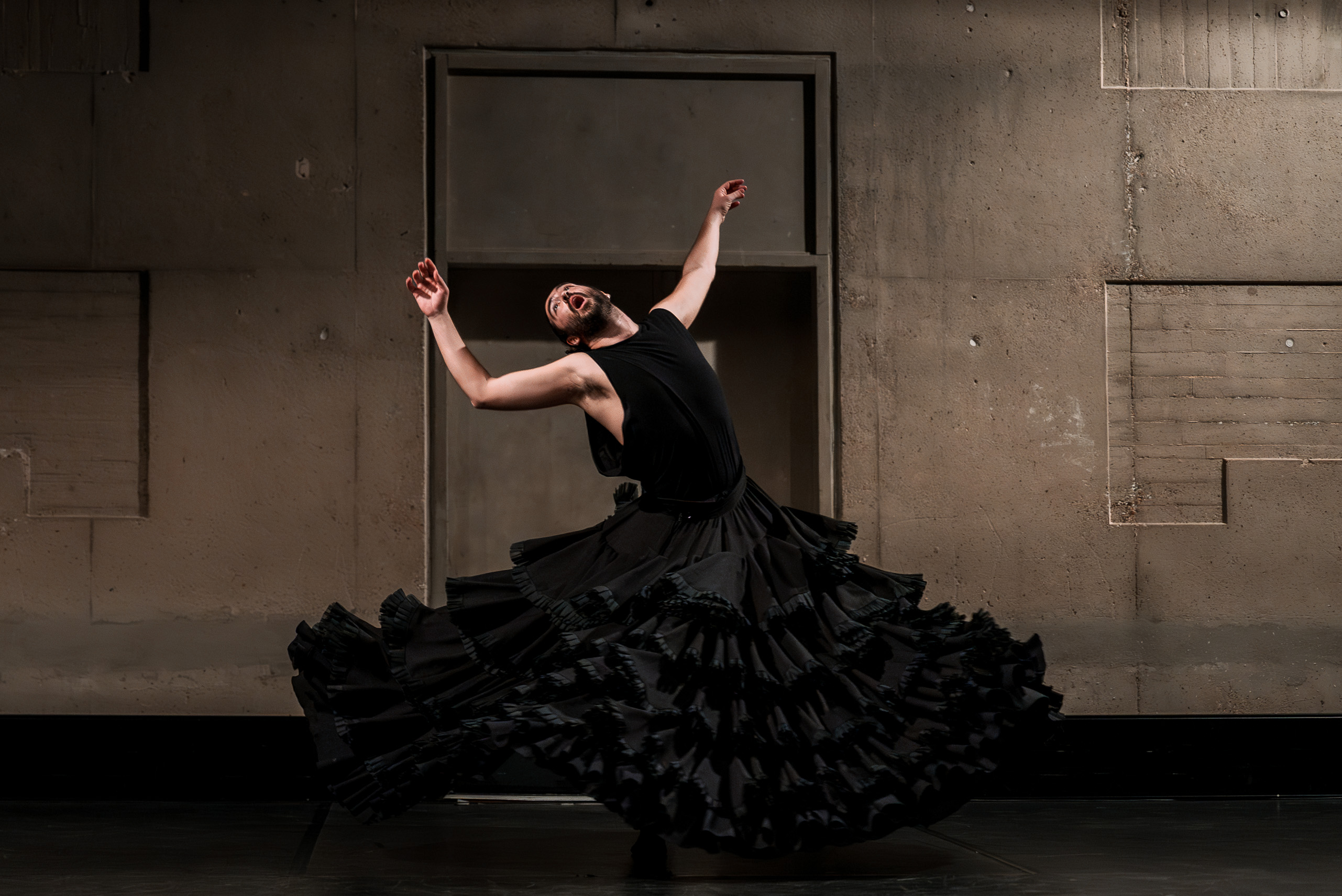
Julio Ruiz en Centre National de la Danse de París 1, por Duy-Laurent Tran

Julio Ruiz nació en Almería en 1993. Completó sus estudios profesionales de baile flamenco y amplió su formación en Danza Española y Danza Contemporánea en el Centro Andaluz de Danza. Además, ha desarrollado competencias en diseño de imagen y creación audiovisual, que aplica en la concepción de sus espectáculos.

## Producciones propias
Desde 2014, Julio Ruiz ha creado y estrenado con su compañía las siguientes piezas:
- Retazos (2014)
- Sitio donde te hablé (2017) ― pieza dirigida por Guadalupe Torres
- 1993 (2018) ― espectáculo dirigido por Daniel Doña, con colaboración de Rubén Olmo
- Bula (2019) ― pieza para espacios no convencionales, dirigida por Daniel Doña
- Azul como la piel del melocotón (2021) ― espectáculo dirigido por Ernesto Artillo
- Vendehúmo (2022) ― pieza coreográfica
- Algazul (2022) ― proyecto fotográfico y performático
- Tocar a un hombre (2023) ― espectáculo de danza/performance
- La familia. Un cuento de Julio Ruiz (2025) ― espectáculo de danza, performance, flamenco y palabra

## Colaboraciones
Ha colaborado como director de movimiento y coreógrafo en obras de otros artistas:
- La indigesta (2021) ― pieza de Clara Checa
- Plegaria (2022) ― pieza de Alejandra Creo
- Lo que se rompe (2024) ― obra de Macarena Regueiro
- Bestiarium flamenco (2024) ― performance de Natali Bonelli
- Apuntes incoherentes de un “bailaor” (2024) ― texto en la revista Diquelo Flamenco
- Templo (2024) ― pieza de Ernesto Artillo junto a Niño de Elche y Yerai Cortés
- Qué (2024) ― pieza junto a Guadalupe Torres
- Cuadro² (2024) ― proyecto para Campo Viejo Wine, de Ernesto Artillo
- Escombros y tiritas (2024) ― propuesta audiovisual de Melina Frías
- Bailar la muerte (2024) ― performance con Luis E. Parés para Filmadrid (2025)

## Giras y escenarios

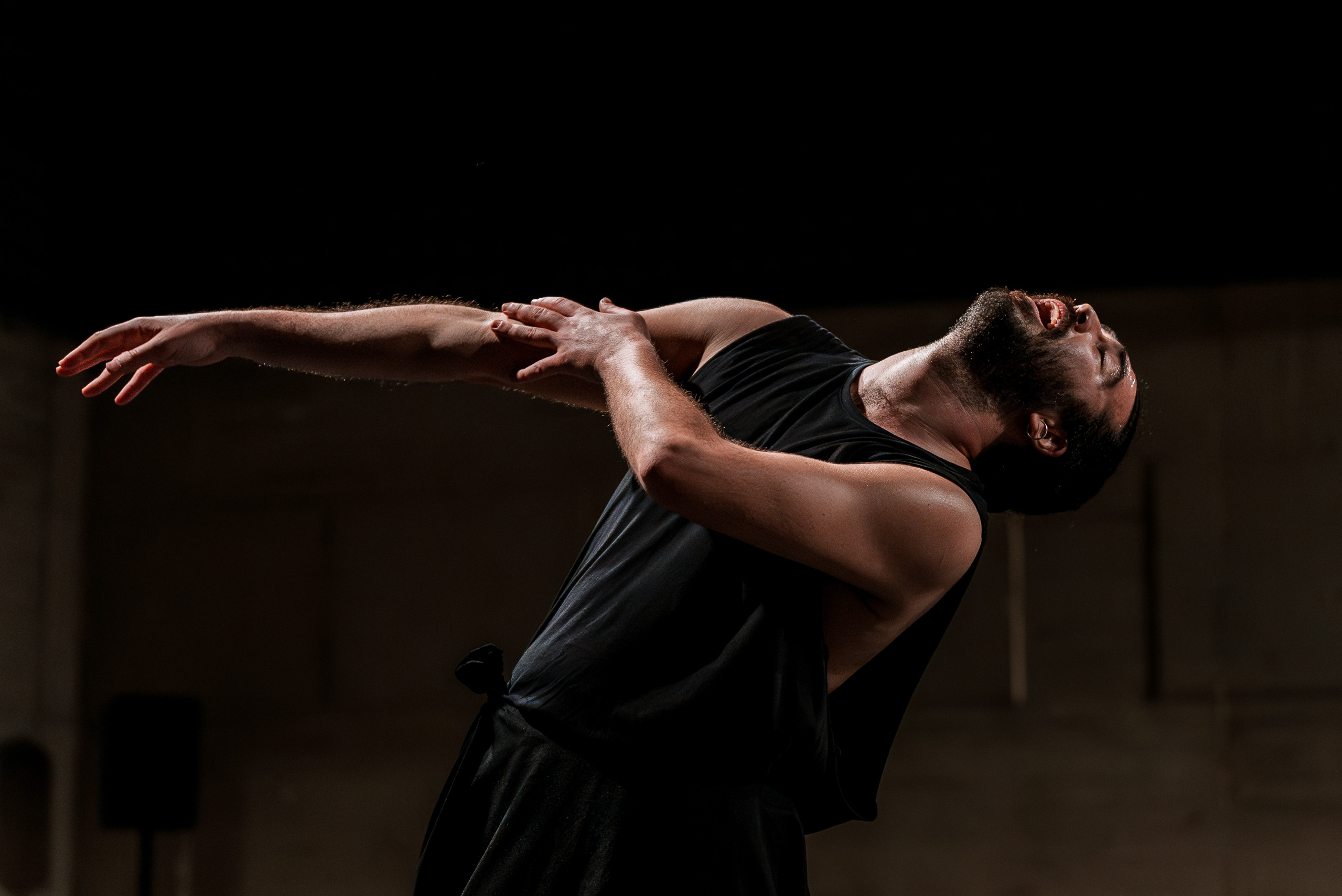
Julio Ruiz en Centre National de la Danse de París 2, por Duy-Laurent Tran

Desde 2016 realiza giras nacionales e internacionales como solista y docente en festivales como Flamenco Festival London, Festival de Jerez, Festival Internacional de Música de Peralada, Festival de Música y Danza de Granada y Bienal de Flamenco de Sevilla; y en teatros como el Teatro Nacional de São Paulo, Teatro Comunale de Bologna, Teatro Nacional de Danza de Budapest, Sadler’s Wells de Londres y Capstone Theatre de Liverpool. Ha compartido cartel con Tomatito, Antonio Canales, Sara Baras y Farruquito. Formó parte del elenco de La Fura dels Baus en El Amor Brujo y de la compañía Malucos Danza.

## Premios y reconocimientos
- Primer Premio “Bailarín Sobresaliente”, Concurso de Jóvenes Flamencos Desencaja (2014)
- Segundo y Primer Premio, II Concurso de Jóvenes Flamencos de Málaga
- Segundo Premio, Concurso Internacional de Flamenco de Almería
- Premio ¡Explosivo!, Certamen Coreográfico de Madrid
- Premio Velo, Certamen de Coreografía de Danza de Valladolid (2023)
- Finalista, Festival Cante de las Minas
- Primer coreógrafo de flamenco becado por el Centre National de la Danse de París × Cité Internationale des Arts (2025)[1]

## Residencias y becas[1]
- Residencia de investigación, Teatros del Canal
- Manoir de la Moissie (Francia)
- Residencia IN-PROGRESS, Flamenco Festival
- Beca Compañía Residente Daniel Doña
- Residencia Centro Coreográfico María Pagés
- Residencia Clasijazz Professional Dance

## Entrevistas[1]
- EL PAÍS – «Julio Ruiz: el bailaor que agita la escena con su “flamenco presente”».
- SusyQ Danza
- Expo Flamenco
- Agencia EFE
- Más Escena
- RNE
- Canal Sur TV Noticias
- Canal Sur – Música para mis oídos
- La Voz de Almería (Entrevista 1, Entrevista 2)